# Indiferencia (sentimiento)
La indiferencia es un estado de ánimo en que no se siente inclinación ni repugnancia por algo, sea una persona, un objeto, tema o asunto determinados.

## En el estoicismo
Los antiguos estoicos caracterizaban la actitud del sabio por la indiferencia respecto de lo que no es bueno o virtuoso. La adiáfora producía en el orden afectivo la apatía y la ataraxia. Pirrón proclamaba la indiferencia absoluta como único camino para conseguir la felicidad; esta actitud era derivada de su filosofía teorética que proclamaba también la indiferencia entre dos proposiciones contradictorias y la consiguiente imposibilidad de hallar un criterio de verdad.

«Todo me es igual», debía de decir Pirrón, y acaso por eso ni siquiera se molestó en escribirlo. Mas aun admitiendo que se trata de sabio consejo y excelente fármaco que añadir a los de Epicuro, sospecho yo que ha de hacerse de él un uso prudente, porque, al igual que ocurre con cualquier medicina, tal vez en exceso mata, más que cura. No a todo podemos ni debemos ser indiferentes, porque ello supondría incurrir unas veces en la inmoralidad y otras en la estupidez: en ser, en sentido estricto, idiotas, esto es, ocupados en exclusiva de nuestros propios asuntos, sumidos en una especie de autismo afectivo e intelectual. Pero a decir verdad, aquello de lo que no podemos o no debemos desentendernos no son más que un puñado de cosas, tan pocas que acaso quepa contarlas con los dedos de una mano.
Alfonso Fernández Tresguerres, en «Sobre la indiferencia».

## Psicología del sentimiento
En psicología del sentimiento se discute acerca de la posibilidad de estados neutros, esto es, indiferentes al placer y al dolor. Están por la afirmativa Reid, Bain y Ribot; Hamilton y Sully dudan y Leibniz, Condillac y Höffding lo niegan. Teóricamente, parece lógico suponer que entre el placer y el dolor máximos hay una serie de estados intermedios y un punto equidistante que representaría la indiferencia afectiva. Se alega, sin embargo, contra la existencia de sensaciones indiferentes:
- 1º: la naturaleza misma de la afección sensible, que expresa siempre una situación favorable o desfavorable respecto de nuestras inclinaciones
- 2º: relatividad del placer y del dolor, que hace que estados que parecen indiferentes lo sean solamente por su relación con los estados actuales.

Hay que añadir a esto que de multitud de sensaciones no nos damos cuenta por ser habituales y que no hay ningún inconveniente en admitir una serie no interrumpida de intermediarios entre el placer y el dolor sin introducir en la serie un punto neutro. 
La suposición de estados neutros, como dice Höffding, proviene no solo de que se desdeñan los grados más tenues de placer y dolor, sino también de que se padece una confusión entre el estado general del espíritu y el efecto producido por algunas representaciones y experiencias particulares. Este estado general no deja de estar determinado en cada instante por el predomio, ya del placer, ya del dolor.
En la doctrina de la voluntad, la indiferencia o exención de necesidad constituye las distintas formas del acto libre. La libertad de indiferencia ha sido interpretada como libertad de determinarse sin motivos, ante bienes de valor distinto o bienes iguales. Leibniz negaba que hubiera indiferencia de equilibrio en el proceso voluntario pues, según él, la voluntad se determina siempre por el mayor motivo.

## Filosofía moral
En filosofía moral se plantea igualmente la cuestión de la existencia de actos morales indiferentes, esto es, ni buenos ni malos; cuestión que comporta una solución análoga a la de los estados neutros  afectivos. Todo momento de la actividad humana pesa en un sentido u otro en la totalidad de la vida del individuo; si nos acerca a nuestra perfección el acto es bueno, si nos aparta de ella, es malo.
En la filosofía de Schelling, la indiferencia es el carácter esencial de lo absoluto; como máxima indeterminación es el origen de todos los seres; es la razón absoluta, principio de la razón subjetiva y de la razón objetiva.